# Sommerhaus, später
Sommerhaus, später ist ein Buch von Judith Hermann. Es handelt sich dabei um eine Sammlung von neun Kurzgeschichten, die erstmals 1998 im S. Fischer Verlag erschien.

## Inhalt

### Rote Korallen
Eine junge Frau erinnert sich an ihre Vorfahren, die aus dem zaristischen Russland nach Deutschland geflohen waren. Als Erinnerung an sie dient ihr ein  ererbtes Armband, das aus Korallen besteht. Während einer Sitzung bei einem Psychotherapeuten fällt der jungen Frau das Armband auf den Boden und die einzelnen Perlen verteilen sich über den Boden. Gleichzeitig ist sie von ihrem Trauma befreit.

### Hurrikan (Something farewell)
Eine Deutsche macht während der Hurrikan-Saison Urlaub in Costa Rica. Als ein Tropensturm im Radion angekündigt wird und sie sich auf ihre Ausreise vorbereitet, kommt ihr das Gedankenspiel, wie es denn wäre, wenn sie eine gemeinsame Familie mit einem Einheimischen hätte.

### Sonja
Auf einer Fahrt im ICE von Berlin nach Hamburg lernt eine junge Künstlerin Sonja kennen, die ihr überaus gut gefällt. Nach dem Kennenlernen stellt sich heraus, dass Sonja nichts über sich preisgibt und ebenso schnell wieder verschwunden ist.

### Ende von Etwas
Sophie erzählt von einer alten Frau, die am Ende ihres Lebens nur noch im Bett gelegen hat. Diese alte Frau erzählt davon, dass sie einmal einen Sohn hatte, der während einer Bahnfahrt dringend auf die Toilette musste. Als der Zug in der Nähe eines Rapsfeldes hielt, ließ sie ihn aussteigen. Gerade als ihr Sohn zurückkehren wollte, fuhr der Zug weiter. Eine andere Geschichte, die sie erzählte, handelt davon, dass ihre Tochter dem Bruder ein Auge ausgeschossen hat, gerade als sie beim Kochen gewesen ist.

### Bali-Frau
Im Winter fahren einige Freundinnen in ein Theater. Während sie darüber philosophieren, dass es schwer ist, den Winter psychisch zu überstehen, lernen sie eine kleine Asiatin kennen, die sie die Bali-Frau nennen. Bei einem späteren gemeinsamen Treffen amüsieren sie sich über Blondinenwitze.

### Hunter-Tompson-Musik
In New York lebt ein alleinstehender Mann, der in einem Deli für sich eingekauft hat. Bei der Zubereitung des Essens erfährt er von einem Mord aus einem nichtigen Anlass. Außerdem hört der Junggeselle den ganzen Tag Musik in seiner Wohnung. Als ihn eine junge Frau aus seinem Wohnblock kennenlernen möchte, ist er zu schüchtern, so dass kein Kennenlernen zustande kommt.

### Sommerhaus, später
Eine Gemeinschaft aus Frauen und Männer interessiert sich für den Erwerb eines alten Hauses außerhalb von Berlin. Auf der Fahrt dorthin, während der die Musikauswahl je nach Straßenform anders ist, kommt es zum Zerwürfnis, da ein Mitfahrender ständig Pausen für Taekwondo-Übungen einlegen möchte. Später erfährt man von ihm in der Zeitung, dass dieser Mitreisende das Haus gekauft und renoviert hatte, nun aber spurlos verschwunden sei.

### Camera obscura
Es wird die Liebesgeschichte von Marie mit einem Künstler, der sehr kleingewachsen ist, beschrieben. Marie, die Angst davor hat, keinen Freund mehr zu finden, bietet dem Künstler an, sich bei ihm zu treffen und gemeinsam Geschlechtsverkehr zu haben.

### Diesseits der Oder
Geschildert wird eine Dreiecksgeschichte von Constanze, Anna, Max und Koberling auf einem Dorf in Sichtweite der Oder. Koberling, der sich auf seinem Grundstück einen Hügel angelegt hat, den er Napoleonhügel nennt, bezeichnete den Vater von Anna als Clownsvater. Er erinnert sich daran, dass er ihm viele Gedichte vorrezitiert hatte. Einmal fragt Anna Koberling, warum der Kontakt zwischen ihm und ihrem Vater abgebrochen ist.

## Kritik
„Judith Hermann erzählt, als habe man sie darum bitten müssen, als sei sie eigentlich müde, zu erschöpft. Kein Wort zuviel, ganz einfache Sätze. Eine Ruhe liegt über ihren Geschichten, manchmal scheinen sie fast stillzustehen, doch es ist eine angespannte Ruhe - wie an einem heißen, schwülen Tag im Sommer, kurz bevor ein Gewitter losbricht. Auch ihre Charaktere wirken sonderbar schlafwandlerisch. […] Sie beobachten sich selbst, stellen Reaktionen, Gefühle fest, scheinen sich diese aber nicht erklären zu können.“